# 정정아 (가수)
정정아(본명: 정정옥, 1970년 3월 2일 ~ )은 대한민국의 가수다.
현재 거주지는 서울특별시이다.

## 학력
- 인천전문대학 행정학과

## 데뷔
- 2003년 1집 앨범 "코흘리개"

## 음반
- 2000년 우리 아버지 / 시들은 꽃
- 2003년 그 사람 / 코흘리개
- 2006년 내게로 가까이
- 2009년 꽃비여인
- 2014년 백년이든 천년이든
- 2018년 당신 때문에 / 왕대포

## 홍보대사
- 2013년 2014 완도국제해조류박람회 홍보대사
- 2014년 의왕경찰서 4대악 근절 홍보대사

## 수상
- 2001년 제2회 향토가요제 금상 수상
- 2005년 대한민국연예예술상 시상식 연예봉사상